# Stockholms Tunnelbana
Stockholm Tunnelbana (svensk: Stockholms tunnelbana) er et metrosystem i den svenske hovedstad Stockholm. 25 stationer ud af totalt 100 findes i de centrale bydele af Stockholm, 75% af stationerne dækker en række forstæder i det stockholmske byområde. Stockholm tunnelbana har tre knudepunkter – T-centralen, Slussen og Fridhemsplan.
Størstedelen af banen er opført 1942-1985.
Tunnelbanan er en central del af Stockholms lokaltrafik, og der foretages dagligt over 1 mio. rejser (ombordstigninger). Til sammenligning har den københavnske metro og S-tog ca. 440.000 daglige rejsende tilsammen . Udover tunnelbanan består Stockholms lokaltrafik af Pendeltåg (et regionalt togsystem der minder om de københavnske s-tog og regionaltog, samt Tvärbanan (under kraftig udbygning): en letbane i en halv ring rundt gjennem det halvcentrale bånd (f.ex. Alvik, Liljeholmen, Årsta, Gullmarsplan og Hammarby Sjöstad) og binder de andre pendlertoglinjer og undergrundsbanelinjer sammen. Hertil kommer fire lokalbaner med totalt 80 stationer, sporvogn samt busser.

## Linjer og strækninger
Tunnelbanan består af syv linjer, fordelt på tre hovedsystemer, der kører helt adskilt fra hinanden. Den første strækning åbnede i 1950.
De tre hovedsystemer er:
- De grønne linjer: T17, T18, T19, åbnet i 1950
- De røde linjer: T13, T14, åbnet i 1964
- De blå linjer: T10, T11, åbnet i 1975

I alt består Tunnelbanan af 100 stationer (heraf 54 undergrundsstationer) og strækker sig over 110 km.
De tre systemer deler på intet tidspunkt samme spor, selvom det grønne og røde system løber parallelt på en af de centrale strækninger, og krydser hinanden.

## Ejerskab og drift
Tunnelbanan ejes og styres af Storstockholms Lokaltrafik (SL), der ejes af Stockholms läns landsting, mens selve driften varetages af det Hong Kong-baserede selskab MTR.

## Stationernes indretning
En del af de underjordiske stationer er udsmykket af kunstnere, og Stockholms Tunnelbana har derfor fået tilnavnet "Verdens længste kunstgalleri".

## Galleri
- Akalla station
- Universitetet station
- Duvbo station
- Kungsträdgården station
- Rulletrapper ved Rådhuset station

## Eksterne links
- Wikimedia Commons har flere filer relateret til Stockholms Tunnelbana

59°20′N 18°03′Ø / 59.33°N 18.05°Ø